# Nicolas Signac
Pour les articles homonymes, voir Signac.
Nicolas Signac est un compositeur Français né vers 1585 à Bray-sur-Seine (province d'Île-de-France), mort en 1645 à Nancy (Duché de Lorraine).

## Biographie
Des recherches récentes ont permis de retracer la biographie de ce compositeur restée jusqu’ici mystérieuse. Nicolas Signac fait toute sa carrière en Lorraine, d'abord comme musicien domestique de Charles, cardinal de Lorraine (1567-1607), fils du duc Charles III. En 1606 il prend part au ballet donné à Nancy en l'honneur de Marguerite de Gonzague, deuxième épouse du duc de Bar, futur Henri II de Lorraine. De 1615 à 1617, Signac est au service de Jean des Porcelets de Maillane, évêque de Toul et abbé de Saint-Mansuy, comme contrôleur en l'hôtel épiscopal et ès grueries de l'évêché et de l'abbaye Saint-Mansuy. L’évêque l’aide à constituer le douaire de Françoise Hubert, fille de Denis Hubert, musicien de la chambre du duc Henri II, qu’il épouse en 1615. Nommé grâce à l’appui de son beau-père conseiller et auditeur en la Chambre des comptes de Lorraine en 1617, il occupe ces fonctions jusqu’à ce qu’elle soit supprimée en 1634 par Louis XIII, après l'invasion de la Lorraine par les troupes françaises. Nous retrouvons « noble Nicolas Signac, bourgeois de Nancy » le 9 septembre 1639 comme témoin d'un acte signé par le peintre Georges de La Tour. Les dernières années de sa vie sont difficiles, dans une Lorraine désertée par sa famille ducale et dévastée par le passage des soldats. Les minutes notariales nous le montrent prêtant de l'argent, exploitant quelques terres et louant des vaches en en partageant le fruit avec les preneurs. Il est inhumé le 16 novembre 1645 dans le monastère des Bénédictins à Nancy, suivi le 4 janvier suivant par sa veuve. Ils laissaient une fille unique, Renée de Signac.

## Œuvre

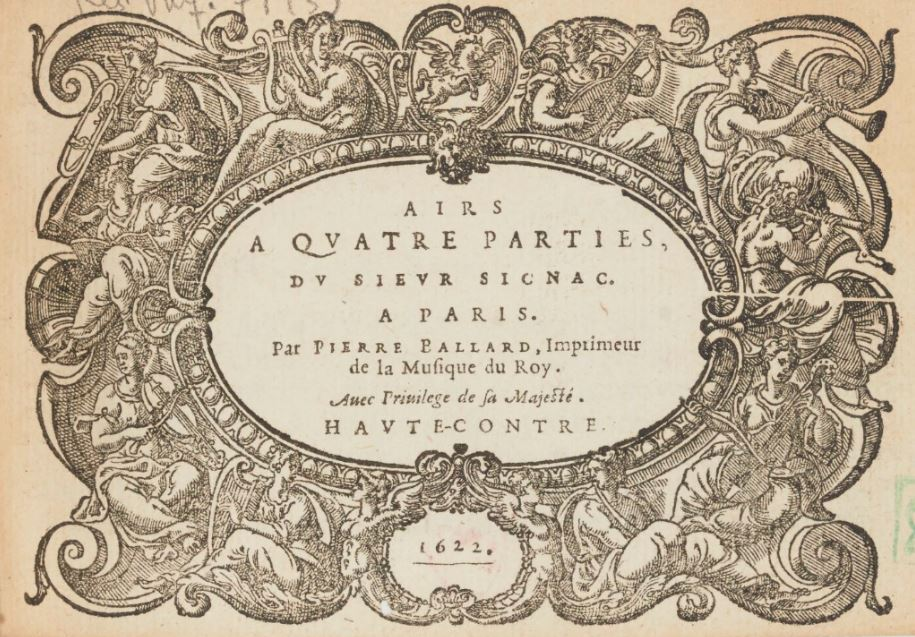
Airs de Nicolas Signac (Paris, 1622) [Gallica]

L’œuvre musicale de Nicolas Signac s’inscrit dans la série des recueils d’airs de cour et de psaumes publiés sous les presses de Pierre I Ballard à Paris dans le premier tiers du XVIIe siècle, qui compte notamment les recueils de Pierre Guédron, Antoine Boesset et Étienne Moulinié. Elle est essentielle pour reconstituer la vie musicale de la cour de Lorraine à cette époque, particulièrement florissante, mais dont il ne subsiste comme témoignage musical que l’œuvre de Signac et celle de Charles Bocquet, luthiste installé à Pont-à-Mousson. La publication à Paris des pièces de Signac, leur présence dans des recueils collectifs et leur contrafactum dans des recueils d’airs spirituels témoignent de l’estime dans laquelle on tenait Signac à l’époque. La qualité de son œuvre témoigne de l'excellence du versant lorrain de l'air de cour.

### Airs
- Airs a quatre parties du sieur Signac. Paris : Pierre I Ballard, 1618 ; rééd. idem, 1622. RISM S 3417, Guillo 2003 n° 1618-G. L'édition est rafraîchie en 1622 (par remplacement du premier cahier seul) : RISM S 3418 et SS 3418, Guillo 2003 n° 1622-G, sur Gallica. La partie de Taille de ce recueil est perdue. Dédié à Antoine-Hercule de Budos, marquis de Porte, cousin de l’évêque de Toul Jean des Porcelets de Maillane, il comprend trente-six airs.
- Deuxième livre d’airs, Paris, Pierre I Ballard, entre 1618 et 1625. Guillo 2003 n° ND-46. Entièrement perdu, ce recueil n’est connu que par l’existence d’un troisième livre.
- Troisiesme livre d’airs à IIII. parties, du sieur Signac. Paris : Pierre I Ballard, 1625. RISM S 3420 et SS 3420, Guillo 2003 n° 1625-I, sur Gallica. Il ne subsiste de ce recueil que la partie de Dessus. Dédié « A Son Altesse », sans doute le duc François II de Lorraine, le recueil contient également des vers de Nicolas Souchotte, fauconnier du duc de Lorraine, ami de Signac, et également auteur d’un quatrain liminaire dans le Sixiesme livre d’airs de cour à quatre parties d’Antoine Boesset publié en 1628.

### Psaumes
- Cinquante pseaumes de David, mis en vers françois par Philippe Desportes, abbé de Thiron, et mis en musique à quatre & cinq parties, par le sieur Signac. Premier livre. Paris : Pierre I Ballard, 1630. RISM S 3421 et SS 3421, Guillo 2003 n° 1630-C.x²
  - Recueil dédié au duc François II de Lorraine. Il manque la cinquième partie des psaumes à cinq voix.
- Un deuxième livre contenant cinquante psaumes a été publié et n'est attesté que par une mention dans le catalogue des Ballard de 1683 et une autre dans le catalogue de la bibliothèque du roi Jean IV de Portugal en 1649. Guillo 2003 n° ND-47.
- On n'a pas de trace d'un troisième livre, qui aurait pu achever le cycle des cent cinquante psaumes.

Les recueils précédents sont publiés sous leur forme polyphonique ; quelques pièces existent également sous une forme pour voix et luth ou une forme à voix seule dans deux recueils publiés par la même maison :
- Six airs et quatre psaumes de Desportes dans les Airs de différents auteurs, mis en tablature de luth par eux-mêmes. Huitième livre (Paris, Pierre I Ballard, 1618). 1 vol. 4°, Guillo 2003 n° 1618-A.
- Six airs et un psaume de Desportes dans les IIIe livre d'airs de cour, et de différents auteurs (Paris, Pierre I Ballard, 1619). 1 vol. 8°, Guillo 2003 n° 1619-A.

Enfin, trois de ses airs font l'objet d'un contrafactum spirituel catholique dans La Philomele seraphique divisée en quatre parties.... Tournai, Adrien Quinqué, 1632-1640.

## Éditions modernes et bibliographie
- Marc Desmet, La paraphrase des psaumes de Philippe Desportes et ses différentes versions musicales : contribution à l'histoire du psautier français au temps de Henri IV et de Louis XIII (1593-1643), thèse de doctorat, Université François-Rabelais de Tours, 1994, 5 vol., dact. Édition dans le volume 4 de quatre psaumes de Signac dans leur version pour voix seule et luth.
- Denise Launay, Anthologie du psaume français polyphonique (1610-1663), t. 1 (no 1 à 14). Paris : Éditions ouvrières, 1974, 35 p. Édition de quatre psaumes à quatre parties de Signac.
- Nicolas Signac, Airs à quatre parties (1618), éd. par Damien Vaisse, restitution de la partie de taille par Denis Chevallier, Hombourg : Institut Théodore Gouvy, 2007, 60 p. Édition intégrale du premier livre, précédée d’une importante étude sur le compositeur [par Damien Vaisse].
- Henri Quittard, "Un recueil de psaumes français du XVIIe siècle", in Sammelbände für Musik Geschichte 11 (1909-1910), p. 483-508. Édition de plusieurs pièces de Signac : huit psaumes polyphoniques, un air et un psaume pour voix seule et luth
- Damien Vaisse, « Nicolas Signac : airs de cour et psaumes en musique d'un officier ducal », Le Pays lorrain 80 (2008) p. 124-128.
- Laurent Guillo, Pierre I Ballard et Robert III Ballard : imprimeurs du roy pour la musique (1599–1673). Liège : Mardaga et Versailles : CMBV, 2003. 2 vol.  (ISBN 2-87009-810-3).